# Кальчик (річка)
Ка́льчик — річка в Україні, у Пологівському районі Запорізької області (верхів'я) та Маріупольському районі Донецької області. Права притока Кальміусу (басейн Азовського моря).

## Опис
Довжина річки 88 км, площа басейну — 1263 км². Долина трапецієподібна, завширшки до 3 км, завглибшки до 40 м. Річище помірно звивисте, завширшки до 10 м, завглибшки 1,5 м. Похил річки 2,4 м/км. Живлення мішане. Замерзає (у верхній і середній течії) із середини грудня, скресає наприкінці лютого. Гідрологічні пости біля села Кременівка і міста Маріуполь. Для водопостачання м. Маріуполя на Калці споруджено Старокримське водосховище, є ставки. Воду Кальчика використовують також для зрошування.

## Географічне розташування
Кальчик бере початок на Приазовській височині, біля села Кальчинівка. Тече спершу в межах Запорізької області на північний схід, у межах Донецької області — на південний схід і південь (у пониззі), у пригирловій частині — переважно на схід. Впадає до Кальміусу в межах міста Маріуполя (на північний схід від центральної частини міста).

## Основні притоки
- Малий Кальчик (ліва);
- Калець (права).

## Населені пункти
Найбільше місто на Кальчику — Маріуполь. На цій річці знаходяться 5 сіл, серед яких два у Запорізькій області та три в Донецькій області, а також селище Старий Крим.

## Цікаві факти
Багато істориків отоожнюють Кальчик є літописною річкою Калка, на якій де відбулася відбулися дві важливі історичні битви.

### Битва на Калці (1223)
Битва між русько-половецькими й монгольськими військами. 1222 року монголо-татари через Північний Кавказ вдерлися в Північне Причорномор'я і завдали поразки половцям та аланам у битві на Дону. Половецький хан Котян відступив до Дніпра і звернувся по допомогу до галицького князя Мстислава Мстиславича Удатного. На нараді князів у Києві було вирішено виступити спільно з половцями проти монголо-татар. У квітні 1223 року в похід проти ординців зібралося велике військо, яке складалося з київських, смоленських, галицьких, волинських, чернігово-сіверських, курських, владимиро-суздальських полків та війська половецького хана. Переправившись через Дніпро біля порогів, об'єднані сили київських князів розбили монголо-татарський авангард. Під час вироблення єдиного плану подальших дій серед князів виникли суперечності. Галицький князь Мстислав Удатний, волинський Данило Романович Галицький і половці переправилися через Калку, а інші князі залишилися на західному березі річки. 31 травня 1223 року (за іншими даними, 16 червня) на Калці відбулася вирішальна битва. Монголо-татари атакували спочатку половців, а потім князівські дружини і розбили їх. Неузгодженість дій князів-сюзеренів, неодночасний початок бойових дій руських полків мали трагічні наслідки. Не врятували становище хоробрість і героїзм руських воїнів (особливо відзначився 18-річний галицький князь Данило Романович). Після цього монголо-татари оточили табір великого князя київського Мстислава Романовича і три дні штурмували його. Не зумівши прорвати добре організовану оборону, нападники запропонували укласти мир. Коли ж умови миру були прийняті і князівські дружини залишили табір, ординці напали на них і всіх знищили. Під час битви на Калці загинуло, за літописними даними, шість князів; із простих воїнів до дому повернувся лише кожен десятий, а кількість загиблих киян досягла 10 тисяч.

### Битва на Калці (1380)
Битва між темником Мамаєм та ханом Тохтамишем. Завершилася розгромом (і подальшою загибеллю) Мамая.

## Екологічна ситуація
Станом на 2023 рік під час російсько-української війни знищується екосистема річки Кальчик. Радник мера Маріуполя Петро Андрющенко повідомив, що «Рашисти остаточно перетворили річку Кальчик в районі окупованого Маріуполя на болото. При тому роботи по знищенню екології не закінчуються. В двох місцях, де були мости, просто засипають русло річки, що призводить виникненню болота».